# Wieża widokowa na Baranim
Wieża widokowa na Baranim – drewniana wieża widokowa otwarta w 2006 na szczycie góry Baranie (słow. Stavok, Nástavok; 752,4 m n.p.m.) w Beskidzie Niskim.
Z wieży roztacza się rozległy widok obejmujący Pogórze Ondawskie, Pogórze Laboreckie, Beskid Niski, a przy sprzyjających warunkach można podziwiać Tatry, Bieszczady i Połoninę Równą. 
Wieża została podcięta ze względu na zły stan techniczny w kwietniu 2019.